# ده‌چراغ
ده‌چراغ، روستایی از توابع بخش مرکزی شهرستان روانسر در استان کرمانشاه ایران است.

## جمعیت
این روستا در دهستان زالوآب قرار دارد و براساس سرشماری مرکز آمار ایران در سال ۱۳۸۵، جمعیت آن ۱۴۸ نفر (۳۳خانوار) بوده‌است.